# Departamento de Transporte de Misisipi
El Departamento de Transporte de Misisipi (en inglés: Mississippi Department of Transportation, MDOT) es la agencia estatal gubernamental encargada en la construcción y mantenimiento de toda la infraestructura ferroviaria, carreteras estatales; así como sus federales, locales e interestatales, y transporte aéreo del estado de Misisipi. La sede de la agencia se encuentra ubicada en Jackson, Misisipi y su actual director es Larry L. "Butch" Brown.